# Sincronie și diacronie
Termenii sincronie și diacronie, introduși în lingvistică de lingvistul elvețian Ferdinand de Saussure, fondatorul curentului structuralist, prin cursul său de lingvistică generală publicat postum în 1916, denumesc două ipostaze ale unei limbi și două perspective ale studierii ei. Sincronia desemnează un anumit stadiu al limbii, starea ei la un moment dat, iar studiul ei sincronic se referă la toate aspectele sale în acel moment, fiind efectuat de lingvistica descriptivă. Diacronia este practic istoria limbii, studiul diacronic fiind obiectul lingvisticii istorice.

## Sincronia
Studiul sincronic al limbii presupune o perspectivă statică asupra ei, limba fiind concepută ca un sistem închis, presupus a fi imobil, care poate fi studiat în sine, fără referire la evoluția care l-a adus în starea sa la momentul în care este descris. În această perspectivă, limba este văzută pe o axă orizontală de simultaneitate, care implică o multitudine de aspecte coexistente și pe care valoarea unui element individual rezultă din contextul relațional al tuturor valorilor din sistem, adică se cercetează relația dintre elementele individuale și un sistem echilibrat din care fac parte. Descrierea sincronică își propune să enunțe clar și sistematic ansamblul de reguli ale limbii așa cum funcționează aceasta la un moment dat.
Perspectiva sincronică se bazează pe constatarea că vorbitorii, cu puține excepții, deși nu sunt conștienți de istoria limbii lor materne, totuși o pot învăța, adică modelul codului folosit de ei este lipsit de aspecte istorice. În ceea ce îi privește pe puținii membri ai unei comunități lingvistice care au cunoștințe despre stadiile anterioare ale limbii, fie acestea le modifică comportamentul verbal și varietatea lor de limbă este diferită de cele ale majorității, trebuind să fie studiată ca atare, fie nu au nicio incidență, și în acest caz nu prezintă interes pentru studiul sincronic.
Studiul sincronic este cel mai important pentru descrierea limbii contemporane lingvistului, dar aceasta nu înseamnă că nu se poate referi chiar la momente foarte îndepărtate din trecut. Astfel, se poate face o descriere sincronică a limbii latine, a limbii grecești vechi, a limbii engleze a lui Geoffrey Chaucer sau a celei din secolul al XVI-lea, etc., cu rezerva că cercetătorul nu are competența lingvistică a vorbitorilor din epoca respectivă, iar ipotezele formulate nu se pot confrunta cu folosirea concretă a limbii de către vorbitori nativi.
Este de menționat că momentul la care se referă studiul sincronic este teoretic. De exemplu, dacă se studiază limba latină din secolul I î.Hr., stadiul limbii se poate delimita ca cea corespunzătoare textelor din perioada de treizeci de ani dintre anii 60 și 30 î.Hr., pornindu-se de la presupunerea că în acea perioadă n-au fost variații demne de interes. Studiul este în acest caz sincronic prin faptul că lingvistul minimalizează și nu ia în seamă schimbările de la un an la altul.

### Variația sincronică
Aspectele limbii studiate în sincronie sunt multiple. Există cele generale, fonologice, fonetice, prozodice, gramaticale și lexicale, precum și variațiile acestora intralingvistice și cele determinate de diverși factori extralingvistici, în cadrul diverselor varietăți de limbă.
Factorul geografic determină varietățile regionale ale limbii. De exemplu, cuvântului standard pivniță îi corespund în diverse regiuni beci, pohrib, magaz, bașcă, bordei, zemnic, podrum.
Factorii socioculturali au ca efect diferențe lingvistice pe grade de instrucție și de cultură, pe sexe, pe generații, pe mediu urban sau rural etc., determinând varietăți precum sociolectele. De exemplu, după al Doilea Război Mondial, în Corsica se foloseau trei cuvinte cu sensul „toc” (pentru scris): cuvintele corsicane pinna și porta-pinna, precum și cuvântul francez porte-plume. Bunicii foloseau primul cuvânt, părinții primul și al doilea (dându-i primului o valoare meliorativă), iar copiii al doilea și al treilea, dând celui de-al doilea o valoare meliorativă.
Factorii de expresivitate au ca efect variațiile cu funcție expresivă, rezultând o varietate ca limbajul poetic. În acesta există abateri de la varietatea standard a limbii, numite licențe poetice, precum cele privitoare la topică, ex. a ta frumoasă carte vs. cartea ta frumoasă.
Factorii pragmatici determină diferențe lingvistice în funcție de situația de comunicare, precum și de intenția și de efectul urmărite de vorbitor asupra destinatarului. Astfel, vorbitorul nu se adresează cu același pronume personal oricărui destinatar, ci cu tu unui prieten, cu dumneata unui egal și apropiat sau unui inferior, iar cu dumneavoastră în relații oficiale, mai ales cu superiori.
Registrele de limbă, dintre care poate stăpâni mai multe unul și același vorbitor, țin atât de gradul de instrucție și de cultură, cât și de situația de comunicare. Astfel, există sinonime diferențiate și numai prin apartenența la acestea, precum pilit (familiar), beat (curent) și în stare de ebrietate (elevat).

## Diacronia
Studiul diacronic al limbii se referă la formarea ei și la evoluția în decursul istoriei sale a ansamblului de fapte care o constituie, ca o succesiune a etapelor dezvoltării sale. Spre deosebire de sincronie, diacronia implică diversificarea unor aspecte mutual exclusive, reprezentabilă pe o axă verticală de succesiune.
Caracteristica principală a limbii în diacronie este dinamica, variația în timp, transformările succesive determinate atât de evoluția sa internă, adică a propriului sistem lingvistic, cât și de factori externi, istorici și culturali, precum unificarea sau dezmembrarea teritorială, contactul dintre limbi (direct sau indirect), contribuția expresă a unor personalități culturale, în condiții istorice date, la impunerea unei norme lingvistice etc..
Perspectiva diacronică poate trece dincolo de limitele unei singure limbi, cercetarea referindu-se la evoluția limbilor înrudite, ceea ce face obiectul lingvisticii comparativ-istorice.

## Concepții despre raportul dintre sincronie și diacronie
Până la sfârșitul secolului al XIX-lea, lingvistica a fost dominată de viziunea istoricistă, adică, în terminologia lui Saussure, diacronică, a neogramaticienilor. Această viziune era datorată faptului că studierea evoluției limbilor era văzută ca un mijloc de cunoaștere a istoriei popoarelor. Saussure critica mai ales faptul că neogramaticienii studiau faptele de limbă izolate unele de altele, de exemplu dezvoltarea sunetelor sau formelor fără a avea în vedere caracterul de sistem al limbii.
Concepția lui Saussure despre sincronie și diacronie a fost o reacție energică la această abordare. El a afirmat exclusivitatea sincroniei pentru înțelegerea funcționării limbii, pe care o vedea ca un sistem. Susținea că, dacă se vrea modelarea a ceea știe vorbitorul care cunoaște o limbă ca limbă maternă, atunci din descrieri și explicații trebuie eliminată orice referire la starea limbii de dinainte de cea care se cercetează, adică trecutul nu are nicio importanță pentru înțelegerea sistemului. După Saussure, abordarea istoricistă nu este adecvată nici pentru înțelegerea evoluției limbii, deoarece se referă numai la înlocuirea unor elemente izolate cu alte elemente, or limba este un sistem în fiecare moment al istoriei sale. Prin urmare, diacronia este o sumă a sincroniilor succesive, fiecare fapt de evoluție funcționând în cadrul sistemului. Astfel, după Saussure, studiul sincronic trebuie să preceadă studiul diacronic.
Pentru Saussure, între sincronie și diacronie exista o antinomie radicală, cu primatul sincroniei, concepție care a fost urmată de lingvistica dominată de curentul structuralist până în anii 1960.
În lingvistica modernă, reprezentată de Walther von Wartburg⁠(de)[traduceți], Roman Jakobson, André Martinet⁠(fr)[traduceți], Eugen Coșeriu, William Labov⁠(en)[traduceți] etc., această devaluare a cercetării istorice a fost criticată la rândul ei, considerându-se că opoziția dintre sincronie și diacronie nu are nicio bază în realitatea limbii, ci că este vorba numai de una metodologică. Se face numai distincția dintre funcționarea limbii (în sincronie) și constituirea ei (în diacronie), lingvistul fiind cel care stabilește sau nu o relație temporală între fenomene. Există diacronie în sincronie, într-un raport de antinomie dialectică specifică. În orice moment al istoriei limbii coexistă fapte caracteristice stadiului ei precedent, fapte în mod caracteristic actuale și fapte care tind să devină caracteristice stadiului următor. Trecerea de la o etapă de evoluție a limbii la alta este continuă, fiecare fenomen lingvistic prezentând în evoluția lui etape de tranziție mai lungi sau mai scurte. În acestea coexistă forma lingvistică veche și cea nouă, înclinând, ca frecvență de apariție, spre forma veche sau spre cea nouă, în funcție de varietatea de limbă în care se utilizează, deci variația sincronică se îmbină cu cea diacronică. Prin urmare, la un moment dat nu există unul, ci mai multe sisteme care intră în concurență, adică există interpenetrare a mai multor sincronii, diacronie în sincronie. Același fenomen de variație, în același moment istoric, poate fi urmărit în relații sincronice cu alte fenomene, dar și în tendințele lui de devenire istorică. Simplul fapt al utilizării unei limbi, diversificată în varietățile ei, creează premise pentru modificarea sa în timp.
În concepția conciliantă între perspectivele sincronică și diacronică se consideră că cele două sunt complementare. Lingvistica sincronică o sprijină pe cea diacronică și, după mulți lingviști, contrar părerii lui Saussure, înțelegerea caracteristicilor generale ale sistemelor lingvistice este posibilă numai prin înțelegerea legităților variației diacronice.

### Variația diacronică în sincronie
În limbă există un proces continuu de îmbătrânire și dispariție a unor fapte de limbă și unul de apariție a unor fapte noi. Cele din ambele categorii coexistă cel puțin pentru o vreme cu corespondentele lor actuale, în afară de cele lexicale noi care corespund unor realități noi.
Din stadiul limbii anterior celui actual se păstrează arhaisme. Ele sunt folosite numai în cadrul a diverse limitări. Unele se păstrează numai în anumite varietăți regionale, precum construcția cu complementul direct exprimat prin verb la infinitiv, ex. S-o dus a ara vs. S-a dus să are, în graiul maramureșean, cuvântul nat vs. individ în cel bănățean sau pronunțarea pâne vs. pâine în cel moldovenesc. Alte arhaisme subzistă numai în unele locuțiuni, ex. brâncă „mână” în a da în brânci „a se omorî cu munca”. Sunt folosite arhaisme și intenționat, cu scop stilistic, de exemplu în opere literare istorice: flintă „pușcă”, pitar „șef al aprovizionării domnești cu pâine”.
Faptele de limbă noi constau în împrumuturi, în cuvinte nou formate, în schimbări ale formelor și construcțiilor gramaticale etc. De pildă, deși standardul recomandă acordul în caz în construcția substantiv + adjectiv demonstrativ și substantiv + adjectiv la gradul superlativ relativ, în limba vorbită există tendința de renunțare la acest acord, ex. studentelor acestea vs. studentelor acestora, studentelor cele mai bune vs. studentelor celor mai bune.